# Salvo Lima
Salvatore Achille Ettore Lima, detto Salvo (Palermo, 23 gennaio 1928 – Palermo, 12 marzo 1992), è stato un politico italiano ucciso dall'organizzazione Cosa nostra.

## Biografia

### Origini e formazione
Salvatore Achille Ettore Lima, detto Salvo, nacque a Palermo il 23 gennaio 1928; era il figlio di Vincenzo Lima (1894-1979), un archivista del comune di Palermo. Nei primi anni 1950, dopo aver conseguito una laurea in giurisprudenza presso l'Università della propria città, trovò un impiego presso il Banco di Sicilia. In seguito alle elezioni amministrative del 1956, Salvo Lima venne eletto consigliere comunale al comune di Palermo e divenne un sostenitore del deputato democristiano e più volte ministro Giovanni Gioia, aderendo alla corrente partitica di Amintore Fanfani nella Democrazia Cristiana e diventando, contemporaneamente, assessore con delega ai lavori pubblici, nell'ambito della giunta comunale guidata dal neo-sindaco di Palermo Luciano Maugeri.

### Carriera politica e il "sacco di Palermo"
Il 23 maggio 1958, viene a mancare improvvisamente il primo cittadino Maugeri, durante la carica del suo mandato. Salvo Lima, che fino a quel momento era stato anche vicesindaco, arrivò a ricoprire il ruolo di “sindaco ad interim” dal giorno dopo fino alla sera del 7 giugno, quando poi fu letteralmente promosso a sindaco, dopo delle consultazioni del consiglio comunale di allora. All'età di 30 anni, Lima risulta ancora oggi il secondo sindaco più giovane del capoluogo siciliano ad essere eletto: il primato appartiene ad Antonio Starabba, marchese di Rudinì, primo cittadino a 24 anni. In quell'occasione, il consigliere Vito Ciancimino, anch'egli sostenitore di Giovanni Gioia, gli subentrò nella carica di assessore ai lavori pubblici.
Durante il periodo della giunta comunale di Lima, delle 4.000 licenze edilizie rilasciate, 1.600 figurarono intestate a tre prestanome, che non avevano nulla a che fare con l'edilizia; vennero apportate numerose modifiche al piano regolatore di Palermo, che permisero alla ditta di Nicolò Di Trapani (pregiudicato per associazione a delinquere) di vendere aree edificabili ad imprese edili, mentre il costruttore Girolamo Moncada (legato al boss mafioso Michele Cavataio) ottenne, in soli otto giorni, delle licenze edilizie per numerosi edifici; il costruttore Francesco Vassallo (genero di Giuseppe Messina, capomafia della borgata Tommaso Natale) riuscì a ricevere numerose licenze edilizie, nonostante violassero le disposizioni del piano regolatore. Durante la sindacatura di Lima, l'amministrazione comunale concesse la licenza di demolizione della Villa Deliella, capolavoro del Liberty siciliano, i cui lavori iniziarono il giorno stesso per aggirare la legge di salvaguardia dei beni culturali. Questa scelta fu sottoposta a diverse critiche a livello locale e nazionale, di cui la più autorevole fu quella dell'urbanista Bruno Zevi, che in un famoso articolo apparso sul settimanale L'Espresso contestò l'operato di Lima e della sua giunta.
Nel 1962, Lima divenne inoltre segretario provinciale della Democrazia Cristiana di Palermo, fino al 1963; dal 1963 al 1964 fu commissario straordinario dell’ERAS (Ente per la Riforma agraria in Sicilia) e poi, dal 1965 al 1966, fu nuovamente primo cittadino. Sulle pagine de Il Popolo, quotidiano ufficiale della Democrazia Cristiana, Lima lanciò il celebre slogan elettorale in occasione delle amministrative del 1964: «Palermo è bella, facciamola ancora più bella!».

### Attività parlamentare
Alle elezioni politiche del 1968, Lima venne eletto alla Camera dei deputati, abbandonando la corrente fanfaniana e passando a quella andreottiana, dopo essersi accordato con l'onorevole Franco Evangelisti: grazie al contributo elettorale di Lima, la corrente andreottiana riuscirà ad ottenere rilievo nazionale.
Nel 1972, Lima venne nominato sottosegretario alle finanze nel governo Andreotti II e riconfermato durante i governi Rumor IV e V, mentre nel 1974 venne nominato sottosegretario al Bilancio e alla programmazione economica, durante il governo Moro IV.
Alle elezioni europee del 1979 Lima venne eletto al Parlamento europeo, venendo riconfermato per altre due legislature.
In breve, Lima riuscì a piazzare i suoi fedelissimi in tutte le principali amministrazioni isolane: il fratello Giuseppe fu direttore sanitario dell'Ospedale Civico e Benefratelli di Palermo dal 1974 al 1988, Mario D'Acquisto fu presidente della Regione Siciliana dal 1980 al 1982, Salvatore Mantione e Nello Martellucci furono sindaci di Palermo, rispettivamente, dal 1978 al 1980 e il secondo per due mandati dal 1980 al 1983 e poi nel 1984, mentre l'ex assessore regionale alla sanità Sebastiano Purpura fu presidente della U.S.L. 58, la più importante della Regione.

### Agguato e morte
Il 12 marzo 1992, dopo essere uscito dalla sua villa a Mondello per recarsi all'hotel Palace a organizzare un convegno in cui era atteso Giulio Andreotti, Lima era a bordo di un'auto civile Opel Vectra guidata da un docente universitario, Alfredo Li Vecchi, con un suo collaboratore e assessore provinciale, Nando Liggio; un commando con alla testa due uomini in motocicletta sparò alcuni colpi di arma da fuoco contro la vettura bloccandola. Gli altri occupanti del mezzo non furono presi di mira dagli assassini. Lima scese dall'auto di corsa cercando di mettersi in salvo, ma fu subito raggiunto dai killer e ucciso con tre colpi di pistola.
Nel 1998, nel processo per l'omicidio Lima, vennero condannati all'ergastolo i boss mafiosi Salvatore Riina, Francesco Madonia, Bernardo Brusca, Pippo Calò, Giuseppe Graviano, Pietro Aglieri, Salvatore Montalto, Giuseppe Montalto, Salvatore Buscemi, Nenè Geraci, Raffaele Ganci, Giuseppe Farinella, Benedetto Spera, Antonino Giuffrè, Salvatore Biondino, Michelangelo La Barbera, Simone Scalici e Salvatore Biondo mentre Salvatore Cancemi e Giovanni Brusca vennero condannati a 18 anni di carcere e i collaboratori di giustizia Francesco Onorato e Giovan Battista Ferrante (che confessarono il delitto) vennero condannati a 13 anni come esecutori materiali dell'agguato.
Nel 2003 la Cassazione annullò la condanna all'ergastolo per Pietro Aglieri, Giuseppe Farinella, Giuseppe Graviano e Benedetto Spera, mentre confermò le altre condanne.

## Legami con "Cosa nostra"

Il cadavere di Lima dopo l'omicidio a Mondello, 12 marzo 1992.

Nel 1963, nel corso di un'indagine, Lima ammise di conoscere superficialmente il boss mafioso Salvatore La Barbera e tale fatto venne riportato nella sentenza-istruttoria sulla prima guerra di mafia depositata dal giudice Cesare Terranova nel 1964, venendo poi ripreso negli atti della Commissione parlamentare antimafia (dove il nome di Lima risultava citato ben 149 volte) e nella relativa relazione finale di minoranza del 1976 redatta anche dagli onorevoli Pio La Torre e Cesare Terranova:
(Sentenza istruttoria del giudice Terranova)
Il 1º novembre 1970, Lima ruppe la sua solita riservatezza e rilasciò un'intervista al giornalista Giorgio Frasca Polara de L'Unità in cui negò i rapporti tra mafia e politica: «(...) Palermo è l'unica città d'Italia che non conosce speculazione edilizia. (...) Non ho difficoltà ad ammettere di aver conosciuto Salvatore (La Barbera n.d.r.). Venne in comune a chiedermi un permesso di posteggio. Glielo concessi. Tutto qui. (...) «Non ho difficoltà ad ammettere che c'è stato chi ha accettato involontariamente i voti della mafia. Ma questo è accaduto in altri tempi, quando io ero piccolo. Leggerezza forse, mai collusione. Buonafede, qualche sbandamento...Sa, in tempo di elezioni il politico è accecato».
Nel 1974 Paolo Sylos Labini si dimise dal comitato tecnico-scientifico del ministero del Bilancio, di cui faceva parte da circa dieci anni, quando Giulio Andreotti, ministro in carica per quel dicastero, nominò come sottosegretario Salvo Lima, che già all'epoca era comparso varie volte nelle relazioni della Commissione parlamentare antimafia ed era stato oggetto di quattro richieste di autorizzazioni a procedere nei suoi confronti per peculato, interesse privato e falso ideologico. Prima delle dimissioni, Sylos Labini sollevò il problema col presidente del consiglio Aldo Moro, il quale affermò di sentirsi "disonorato nel non poter fare nulla" in quanto «Lima è troppo forte e troppo pericoloso». Sylos Labini si rivolse allora direttamente ad Andreotti, affermando: «O lei revoca la nomina di Lima, che scredita l'immagine del ministero, o mi dimetto». Andreotti non lo lasciò nemmeno finire e lo liquidò rinviando il discorso.
Nel 1984 il gruppo parlamentare di Democrazia Proletaria, nelle persone del segretario nazionale Mario Capanna e del deputato Guido Pollice, presentò a Montecitorio un dossier intitolato Un amico a Strasburgo. Documenti della Commissione antimafa su Salvo Lima, redatto da Umberto Santino (attivista e studioso del Centro di documentazione "Peppino Impastato") che raccoglieva tutti gli atti della prima Commissione parlamentare antimafia (V-VI Legislatura) che riguardavano appunto Lima. L'europarlamentare, a sua volta, rispose alle accuse con un documento in cui affermava di non aver «mai riportato condanne penali di alcun genere» perché «i procedimenti giudiziari in questione - peraltro risalenti a circa 22 anni addietro - sono stati tutti chiusi, o per sentenze di proscioglimento passate in giudicato (la maggior parte) o per la sopravvenuta prescrizione». Contestualmente, gli eurodeputati del Gruppo Arcobaleno presentavano una risoluzione al Parlamento europeo, con la quale si invitava Lima «a fare chiarezza sulla vicenda e a dimostrare la sua estraneità ad ogni addebito onde non mantenere nel discredito l’Istituzione». La risoluzione fu respinta grazie anche al voto sfavorevole degli europarlamentari del Partito Comunista Italiano, nonostante in passato avesse attaccato pesantemente Lima.
Nel 1988 Lima venne tirato in ballo dal collaboratore di giustizia Antonino Calderone in merito al trasferimento di un funzionario di polizia sgradito a Cosa nostra, ma non riportò conseguenze penali. L'anno seguente, un altro collaboratore di giustizia, Giuseppe Pellegriti, lo accusò di essere il mandante degli omicidi del presidente della Regione Siciliana Piersanti Mattarella e del generale Carlo Alberto dalla Chiesa ma il giudice Giovanni Falcone lo incriminò per calunnia perché le accuse si rivelarono inventate. A causa dell'incriminazione di Pellegriti, Leoluca Orlando, allora sindaco di Palermo ed avversario politico di Lima all'interno della DC palermitana, attaccò pubblicamente l'eurodeputato nel corso di diversi programmi televisivi in cui era ospite ed accusò Falcone di aver "tenuto chiusi nei cassetti" della Procura una serie di documenti riguardanti gli "omicidi eccellenti" avvenuti nel capoluogo siciliano. Nel 1991 un esposto presentato al CSM da Orlando insieme a Carmine Mancuso e ad Alfredo Galasso, esplicitava l'accusa nei confronti di Falcone di aver omissato i verbali del collaboratore di giustizia Francesco Marino Mannoia in cui parlava dei rapporti di Lima con la mafia, in particolare con il boss Stefano Bontate.
Nei primi interrogatori con il giudice Falcone nel 1984, il collaboratore di giustizia Tommaso Buscetta negò con forza di conoscere il parlamentare andreottiano (nonostante risultasse da testimonianze e dagli atti della Commissione parlamentare antimafia) ma nel settembre 1992, a seguito delle stragi di Capaci e via d'Amelio, cambiò versione e rilasciò alcune dichiarazioni agli inquirenti secondo cui il padre di Lima era un affiliato della Famiglia di Palermo Centro (all'epoca guidata dal boss Angelo La Barbera) ed aveva "raccomandato" il figlio ai fratelli La Barbera perché lo sostenessero elettoralmente. Buscetta inoltre ammise di aver conosciuto Lima alla fine degli anni cinquanta, quando era già sindaco di Palermo, e con lui si sarebbe scambiato una serie di favori, incontrandosi con l'eurodeputato nel 1980 a Roma durante la sua latitanza. Nel 1993 l'onorevole Franco Evangelisti dichiarò inoltre che Lima gli aveva confidato di conoscere bene Buscetta.
La relazione della Commissione parlamentare antimafia sui rapporti tra mafia e politica, redatta dall'onorevole Luciano Violante ed approvata dal Parlamento il 6 aprile 1993, arrivò alle seguenti conclusioni: «Risultano certi alla Commissione i collegamenti di Salvo Lima con uomini di cosa nostra. Egli era il massimo esponente, in Sicilia, della corrente democristiana che fa capo a Giulio Andreotti. Sulla eventuale responsabilità politica del senatore Andreotti, derivante dai suoi rapporti con Salvo Lima, dovrà pronunciarsi il Parlamento».
Nel maggio 1993 il nome di Lima fu nuovamente al centro della cronaca a seguito delle indagini sulla Tangentopoli siciliana: l'europarlamentare sarebbe stato uno dei politici cui erano destinate le tangenti per aggiudicarsi gli appalti della SIRAP (società controllata dall'ESPI per lo sviluppo delle aree industriali ed artigiane). Dal processo Cusani (il più importante dell'inchiesta Mani pulite) emerse che Lima avrebbe ricevuto, attraverso Paolo Cirino Pomicino, una parte della famosa tangente Enimont per finanziare la campagna elettorale per le politiche del 1992.
Nella sentenza di primo grado del processo a carico di Andreotti (pronunciata il 23 ottobre del 1999), la Corte dichiarò nella seconda sezione del provvedimento emanato che « […] dagli elementi di prova acquisiti si desume che già prima di aderire alla corrente andreottiana, l'on. Lima aveva instaurato un rapporto di stabile collaborazione con "cosa nostra"». Infatti secondo le dichiarazioni di numerosi collaboratori di giustizia, l'onorevole Lima era strettamente legato ai cugini Ignazio e Nino Salvo (imprenditori affiliati alla Famiglia di Salemi), ed attraverso loro anche ai boss mafiosi Stefano Bontate e Gaetano Badalamenti; sempre secondo i collaboratori di giustizia, Lima era il contatto per arrivare al suo capocorrente Giulio Andreotti, soprattutto per cercare di ottenere una favorevole soluzione di vicende processuali. In particolare il collaboratore Francesco Marino Mannoia riferì che l'onorevole Andreotti, accompagnato da Lima, incontrò due volte Bontate ed altri boss mafiosi a Palermo nel 1979 e nel 1980, i quali gli espressero le loro lamentele sull'operato del presidente della Regione Piersanti Mattarella (tali dichiarazioni sono state ritenute veritiere dalla sentenza della Corte d'Appello nel processo a carico di Andreotti e confermate in Cassazione). Marino Mannoia dichiarò anche che l'onorevole Lima era un affiliato "riservato" della Famiglia di viale Lazio.
La sentenza definitiva del processo Andreotti inoltre ritiene provato che, dopo l'inizio della seconda guerra di mafia, i cugini Salvo « [...] si mettono a disposizione della fazione vincente [dei Corleonesi guidati dal boss Salvatore Riina e furono risparmiati per] i possibili collegamenti con Lima ed Andreotti», venendo incaricati di curare le relazioni soprattutto con l'onorevole Lima: secondo il collaboratore di giustizia Salvatore Cancemi, un altro tramite tra Riina e Lima furono soprattutto i fratelli Salvatore e Antonino Buscemi (imprenditori e mafiosi di Boccadifalco) poiché «l'on. Lima era "nelle mani" dei Buscemi, cioè […] erano in grado di fargli fare tutto quello che volevano».
Secondo la sentenza del processo per l'omicidio dell'onorevole (emessa nel 1998), Lima si attivò per modificare in Cassazione la sentenza del Maxiprocesso di Palermo che condannava molti altri boss all'ergastolo; tuttavia però il 30 gennaio 1992 la Cassazione confermò gli ergastoli del Maxiprocesso e sancì la validità delle dichiarazioni del pentito Tommaso Buscetta: per queste ragioni Lima venne ucciso, anche per lanciare un avvertimento all'allora presidente del consiglio Andreotti, che aveva firmato un decreto-legge che aveva fatto tornare in carcere gli imputati del Maxiprocesso scarcerati per decorrenza dei termini e quelli agli arresti domiciliari.

## Nella cultura di massa
Compare nel film Giovanni Falcone di Giuseppe Ferrara del 1993, dove è interpretato dall'attore Arnaldo Ninchi; ne Il divo di Paolo Sorrentino è Giorgio Colangeli a dargli un volto, nella fiction televisiva Il capo dei capi del 2007 è impersonato da Gianfranco Jannuzzo; Totò Borgese ricopre il ruolo di Lima nella pellicola La mafia uccide solo d'estate (2013) di Pierfrancesco Diliberto (in arte Pif).